# Sacou Wala Bouteil
Pour plus de détails, voir Fiche technique et Distribution.
Sacou Wala Bouteil est un court métrage d'animation sénégalais réalisé par Piniang en 2005, inspiré de l'installation multimédia du même nom qu'il a présentée dans le cadre de la Biennale de Dakar.

## Synopsis
Il fut un temps en Afrique, où les êtres humains devaient se déplacer d’un point à un autre pour trouver de l’eau. De nos jours, la technologie et le progrès distribuent l'eau dans des bouteilles en plastique. Mais comme les sacs, elles ne sont pas biodégradables. Les gens passent de maison en maison pour les collecter ...et les recycler.

## Fiche technique
- Réalisation : Piniang
- Production : Piniang
- Montage : Piniang